# Martín Duffoo
Martín Duffoo Medrano (San Vicente de Cañete, 2 de enero de 1963) es un exfutbolista peruano. Jugaba como defensa central, destacando en Sport Boys y en el club donde se inició, Universitario, de la Primera División del Perú. Actualmente tiene 62 años.

## Trayectoria
Martín Duffoo se inicia en  Universitario donde permanece hasta 1985, luego pasa a jugar en el Cienciano del Cusco y el Juventud La Palma de Huacho.
Su primera experiencia en el extranjero fue en el club Luis Ángel Firpo en El Salvador, donde sale campeón en la temporada 1988-1989, luego jugó en el Blooming de Bolivia.
De regreso en Perú se enrola al Sport Boys del Callao obteniendo dos subcampeonatos. Tras su buen desempeño con los chalacos Sporting Cristal lo contrata en 1993, un año después regresa a jugar por Cienciano que ese año se había reforzado con varios juveniles de la "U" como José Pereda. El siguiente año juega con el Deportivo Pesquero donde se mantiene hasta 1997 antes de pasar al Lawn Tennis, club donde se retira.
A principios de los años 1990, con el Sport Boys jugó 2 Copa Libertadores de América.
Al retirarse se dedica a la dirección técnica, siendo en el 2008 asistente técnico en el Sport Boys.
Actualmente es profesor de fútbol en la Universidad San Martín de Porres.

## Selección nacional

### Participaciones en Copa América
| Copa América      | Sede      | Resultado    |
| ----------------- | --------- | ------------ |
| Copa América 1987 | Argentina | Primera Fase |

## Clubes
| Club               | País        | Año         |
| ------------------ | ----------- | ----------- |
| Universitario      | Perú        | 1982 - 1985 |
| Cienciano          | Perú        | 1986        |
| Juventud La Palma  | Perú        | 1987        |
| Luis Ángel Firpo   | El Salvador | 1988        |
| Blooming           | Bolivia     | 1989        |
| Sport Boys         | Perú        | 1990 - 1992 |
| Sporting Cristal   | Perú        | 1993        |
| Cienciano          | Perú        | 1994 - 1995 |
| Deportivo Pesquero | Perú        | 1996 - 1997 |
| Lawn Tennis        | Perú        | 1998        |

## Palmarés

### Campeonatos nacionales
| Título           | Club             | País        | Año       |
| ---------------- | ---------------- | ----------- | --------- |
| Campeón Nacional | Universitario    | Perú        | 1982      |
| Campeón Nacional | Universitario    | Perú        | 1985      |
| Campeón Nacional | Luis Ángel Firpo | El Salvador | 1988-1989 |